# Scène dans une chapelle ruinée
Scène dans une chapelle ruinée est un tableau de Fleury François Richard réalisé au XIXe siècle et conservé au musée des Beaux-Arts de Lyon.